# Golden Foot 2004

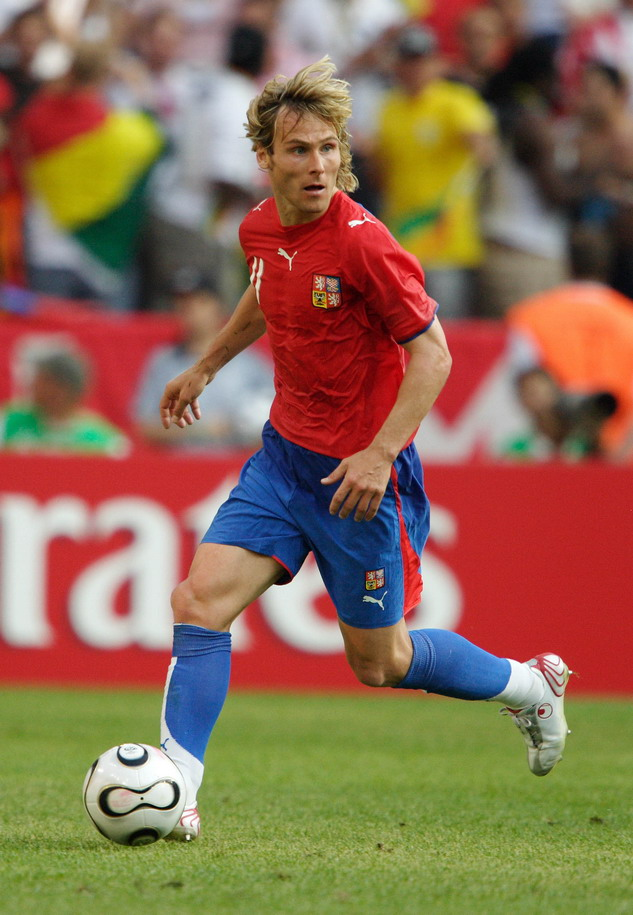
Pavel Nedvěd con la Selección de fútbol de la República Checa.

El premio Golden Foot 2004 fue la segunda entrega de este importante galardón celebrado el 2 de agosto de 2004.  El checo Pavel Nedvěd fue el ganador de la segunda entrega.
 Nedved fue elegido a la edad de 32 años mientras militaba en el equipo italiano Juventus FC.

## Premio

### Ganador y nominados
| Futbolista      | Nacionalidad    | Club                |
| --------------- | --------------- | ------------------- |
| Pavel Nedvěd    | República Checa | Juventus FC         |
| David Beckham   | Inglaterra      | Real Madrid CF      |
| Hernán Crespo   | Argentina       | Inter de Milán      |
| Edgar Davids    | Países Bajos    | FC Barcelona        |
| Luís Figo       | Portugal        | Real Madrid CF      |
| Oliver Kahn     | Alemania        | FC Bayern de Múnich |
| Paolo Maldini   | Italia          | AC Milan            |
| Romário         | Brasil          | Fluminense FC       |
| Ronaldo         | Brasil          | Real Madrid CF      |
| Zinedine Zidane | Francia         | Real Madrid CF      |